# Василівка (Білогірський район)
Васи́лівка (до 1853 року — Кой-Елі́, крим. Qoy Eli) — село в Україні, у Білогірському районі Автономної Республіки Крим. Центр Василівської сільської ради. Розташоване на сході району.
Відстань від райцентру до населеного пункта становить 13 кілометрів по прямій.

## Історія
В останній період Кримського ханства Кой-Елі входив у Ширинський кадилик Кефінського каймаканства, перша документальна згадка села зустрічається в Камеральному Описі Криму… 1784 року.
Василівка виникла на місці Кой-Елі, на землях т. зв. дачі Азамат (7349 десятин), подарованої 178З року Катериною II графу Каховському. Місцевість заселили кріпаками, вивезеними із Псковської губернії. Поселення дістало назву Василівки [Архівовано 29 вересня 2013 у Wayback Machine.] (від імені першого жителя). 1853 року в ньому було тільки 28 дворів і 169 мешканців, які займалися садівництвом, тютюнництвом, овочівництвом та частково рільництвом. селі також видобували білий будівельний камінь — азаматський. 1860 року спадкоємці графа Каховського продали маєток поміщику Дульветову.